# Andes Líneas Aéreas
Andes Líneas Aéreas – argentyńska linia lotnicza z siedzibą w Salta. Głównym węzłem jest port lotniczy Salta.